# الاتحاد المغربي للاعبين المحترفين
الاتحاد المغربي للاعبين المحترفين  (UMFP) أو الاتحاد المغربي للاعبي كرة القدم (AMF) هو منظمة مغربية، تأسست عام 2007 ، تدافع عن حقوق لاعبي كرة القدم المحترفين المغاربة أو اللاعبين في المغرب.
تم الاعتراف به من قبل الفيفا والإتحاد الأفريقي كعضو في قسم إفريقيا في الاتحاد الدولي لكرة القدم المحترفة (FIFPro).
ينظم الاتحاد المغربي للاعبين المحترفين بشراكة مع الجامعة الملكية المغربية لكرة القدم الحفل السنوي، إذ يتم من خلاله توزيع الجوائز على لاعبي كرة القدم الممارسين حاليا، وكذلك السابقين.
ويخصصه الاتحاد المغربي للإحتفال مع كافة الأسرة الرياضية بجميع مكوناتها بالإنجازات التي حققتها الفرق الوطنية هذه السنة على الصعيد المحلي والقاري، إلى جانب الإنجازات الخاصة للاعبين الذين تألقوا محليا ودوليا في مختلف الدوريات العربية، الإفريقية والأوروبية.